# كفرشيل
كفرشيل (بالكردية: Keferşîl‏) هي قرية سوريّة تتبع إداريّاً لمحافظة حلب منطقة عفرين ناحية مركز عفرين. بلغ تعداد سكانها 271 نسمة حسب التعداد السكاني لعام 2004، و997 نسمة حسب قيود السجل المدني لنهاية عام 2005.